# William Henry (chemik)

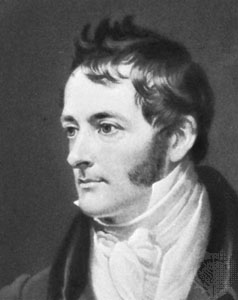
William Henry

William Henry (ur. 12 grudnia 1775 w Manchesterze w Anglii, zm. 2 września 1836 w Pendlebury w Anglii) – brytyjski chemik i lekarz. Laureat Medalu Copleya.

## Życiorys
Był synem Thomasa Henry’ego (1734-1816), aptekarza i autora publikacji z dziedziny chemii. W 1795 rozpoczął studia medyczne w Edynburgu, uwieńczone zdobyciem tytułu doktora medycyny w 1807 roku. Z powodu słabego zdrowia przerwał pracę lekarza i poświęcił się chemii, przede wszystkim badaniom nad gazami. W 1803 odkrył prawo opisujące zależność rozpuszczalności gazu w cieczy od jego ciśnienia, nazwane prawem Henry’ego.